# Ogrezeni, Giurgiu
Ogrezeni este satul de reședință al comunei cu același nume din județul Giurgiu, Muntenia, România.

## Istorie
Localitatea este atestată documentar încă de la 1514 și este menționată într-un act de danie al Domnitorului Neagoe Basarab în care se spune :
„Se dă danie Mănăstirii Bolintinului satele Bucșani, Pielești și jumătate din moșia Ogrezenilor, cu salase de țigani pa anume, care o au de la fiii Cegai din vechime.”
Localitatea este de asemenea amintită în diverse acte de dobândire a terenurilor. În epoca modernă prima atestare a teritoriului administativ este la 27 mai 1871 când Inginerul Hotarnic Sc.Stravoleanu (echivalentul directorului Oficiului de cadastru și Publicitate imobiliară) cu nr. 116 îi comunică primarului comunei Ogrezeni un exemplar din documentația privind delimitarea administrativ teritorială și îl îndeamnă a pune în posesie cu terenul la care erau îndreptățiți pe locuitorii comunei beneficiari ai legii de împroprietărire de la 1864.
Dintre aceștia :
A. 22 de capi de familie proprietari cu câte patru vite de muncă primesc în proprietate câte 10 pogoane și 427 de stânjeni pătrați de teren arabil pentru care plătesc o "despăgubire anuală de 124 lei și 36 de parale". În total această categorie primește 227 pogoane și 322 stânjeni pătrați.
B. 237 de capi de familie cu câte două vite primesc în proprietate câte 7 pogoane și 410 stânjeni pătrați de teren arabil pentru care plătesc o despăgubire anuală de 94 lei și 19 parale;
C. 56 de capi de familie muncitori cu brațele (pălmași) primesc câte 4 pogoane și 444 stânjeni pătrați de teren arabil pentru care plătesc 67 lei și 05 parale.
În total 315 capi de familie primesc în proprietate suprafață de teren arabil de 2344 pogoane și 88 stânjeni pătrați. Se mai acordă de către Statul Român 11 pogoane și 658 stj. Pentru "Casa Proprietății", 1200 stj pentru trei cârciumi domeniu public; 58 pogoane "Viile în pământul locuitorilor la care ia ostașniță Statul în bani". În total teritoriul administrativ al comunei Ogrezeni inclusiv terenul bisericii era de 2415 pogoane și 2 stj. Pornind de la aprecierea că la timpul respectiv familia numără în medie 4 persoane, populația localității era de aproximativ 1260 locuitori, care aveau 562 animale de povară cu care lucrau acest teren, aproximativ 200 vaci cu lapte, 300 porci și alte animale și păsări mici. De la 1871, anul încheierii aplicării acestei legi a fondului funciar, comuna a mai cunoscut alte trei "împroprietăriri", respectiv în 1922 după primul război mondial, în 1945 după cel de-al doilea război mondial, urmează perioada colectivizării din 1959-1963, pământul fiind parte colectivizat, parte preluat de stat înființându-se o Fermă de Stat pe structura Moșiei Solacolu, moșie declarată ferma model între alte 22 în toată țara. După 1990, prin decretul-lege 42/1990 se atribuie în proprietate fiecărui deținător curtea până la 1000 mp, dar nu mai mult de 6000 mp împreună cu grădina aferentă. Promulgarea Legii 18/1991 cu modificările și completările ulterioare conduce la reconstituirea și constituirea dreptului de proprietate asupra terenurilor pentru aproape 1400 de capi de familie cu un total de 2347 ha teren în proprietate din care 477 ha teren intravilan.

## Personalități
- Niculae Bădălău (n. 1960), deputat, senator